# Strada statale 629 del Lago di Monate
La strada statale 629 del Lago di Monate (SS 629) Precedentemente Chiamata Strada Provinciale 54 è una strada statale italiana che collega Vergiate a Gemonio, nel varesotto. Ha inizio a Vergiate, nei pressi della diramazione A8/A26, e prosegue parallelamente alla costa orientale del Lago Maggiore, toccando il Lago di Comabbio e il Lago di Monate.

## Percorso
Partendo da Vergiate, si svincola dalla strada statale 33 del Sempione, attraversa i comuni di Mercallo, Comabbio, Travedona-Monate, Bardello con Malgesso e Bregano, Brebbia e Besozzo, terminando a Gemonio, dove si innesta sulla strada statale 394 del Verbano Orientale.
È costituita nel tronco Vergiate - Besozzo da due carreggiate a due corsie per senso di marcia mediante barriera New Jersey, mentre da Besozzo a Gemonio è costituito da una carreggiata sola.
Il limite presente nella tratta Vergiate - Besozzo (dove è vietato il transito ai ciclisti) è di 90 km/h con abbassamento a 60 km/h, presso numerosi incroci semaforici che si trovano sul tracciato. Nel restante tratto a unica carreggiata il limite è fissato a 50 km/h.

## Storia
La strada venne classificata col decreto del Ministro dei Lavori Pubblici del 1º agosto 1997 quando contestualmente veniva declassificata la allora strada statale 629 di Angera, con l'itinerario che veniva mutuato dalla strada provinciale 54. I capisaldi di itinerario sono i seguenti: "Innesto con la S.S. n. 33 presso Vergiate - Lago di Monate - Innesto con la S.S. n. 394 presso Gemonio".